# Larrazet
Larrazet é uma comuna francesa na região administrativa de Occitânia, no departamento de Tarn-et-Garonne. Estende-se por uma área de 14,91 km². Em 2010 a comuna tinha 701 habitantes (densidade: 47 hab./km²).